# Козоджа
Козоджа (пол. Kozodrza) — село в Польщі, у гміні Острув Ропчицько-Сендзішовського повіту Підкарпатського воєводства.
Населення — 787 осіб (2011).
У 1975—1998 роках село належало до Ряшівського воєводства.

## Демографія
Демографічна структура станом на 31 березня 2011 року:
|          | Загалом | Допрацездатний вік | Працездатний вік | Постпрацездатний вік |
| -------- | ------- | ------------------ | ---------------- | -------------------- |
| Чоловіки | 393     | 88                 | 271              | 34                   |
| Жінки    | 394     | 80                 | 223              | 91                   |
| Разом    | 787     | 168                | 494              | 125                  |